# Leucos basak
Leucos basak — вид риб роду Leucos. Зустрічається на Балканах, в басейнах річок, що впадають в Адріатичне море, а також в озерах Шкодер, Шас і Охрид та їхніх басейнах (Хорватія, Чорногорія, Албанія, Північна Македонія). Прісноводний вид, сягає 23,3 см довжиною. Раніше зараховувався до роду плітка (Rutilus).